# Mickaël Gaffoor
Mickaël Ziard Alain Gaffoor (ur. 21 stycznia 1987 w Bezons) – francuski piłkarz występujący na pozycji obrońcy w Albacete Balompié.